# Principios de geología

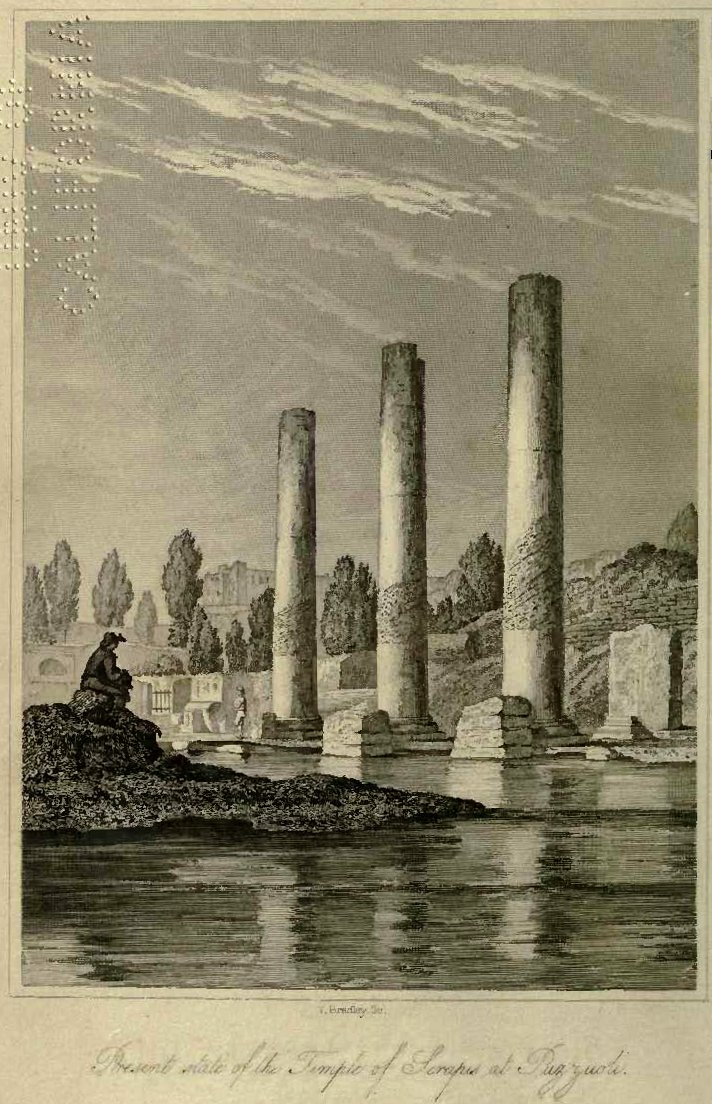
Frontispicio del primer volumen del libro. Dibujo del Macellum de Pozzuoli.

Princípios de geología (en inglés: Principles of Geology) es un libro escrito por el geólogo escocés Charles Lyell. En él intentaba explicar los cambios pasados que ha experimentado la superficie de la Tierra, teniendo en cuenta las causas que aún actúan en la actualidad.
La obra fue publicada en tres volúmenes, de 1830 a 1833, y estableció las credenciales de Lyell como geólogo teórico y popularizó la teoría del uniformismo, primeramente sugerida por James Hutton. 
El argumento central de la obra es el de que «el presente es la llave para el pasado»: los registros geológicos del pasado lejano pueden y deben ser explicados con referencia a procesos geológicos actualmente en proceso y como tal directamente observables. La interpretación de los cambios geológicos por Lyell como acumulación constante de mínimas variaciones a lo largo de un tiempo extenso era también un tema central en la obra.

## Influencia
La obra tuvo una gran influencia en el joven Charles Darwin, que recibió el primer volumen de Robert FitzRoy, capitán del HMS Beagle, poco tiempo antes del segundo viaje del HMS Beagle. En la primera escala en la isla de Santiago, Darwin encontró formaciones rocosas que vistas bajo la perspectiva de Lyell daban un punto de vista revolucionario sobre la historia geológica de la isla, que aplicó después en todos sus viajes. Cuando se encontraba en América del Sur, Darwin recibió el segundo volumen, que suscitaba la idea de evolución orgánica, proponiendo un centro de creación para explicar la diversidad y los territorios de las especies. Las ideas de Darwin rápidamente irán más allá de esto, pero en geología él era un discípulo de Lyell, enviándole pruebas, extensas evidencias y teorizando a favor del uniformismo de Lyell, incluyendo ideas sobre la formación de los atolones.